# كلوريد ثوريوم رباعي
 كلوريد ثوريوم رباعي (بالإنجليزية: Thorium(IV) chloride)‏ مركب كيميائي له الصيغة ThCl4 ، ويكون على شكل بلورات إبرية بيضاء.